# Nikolaus von Reusner

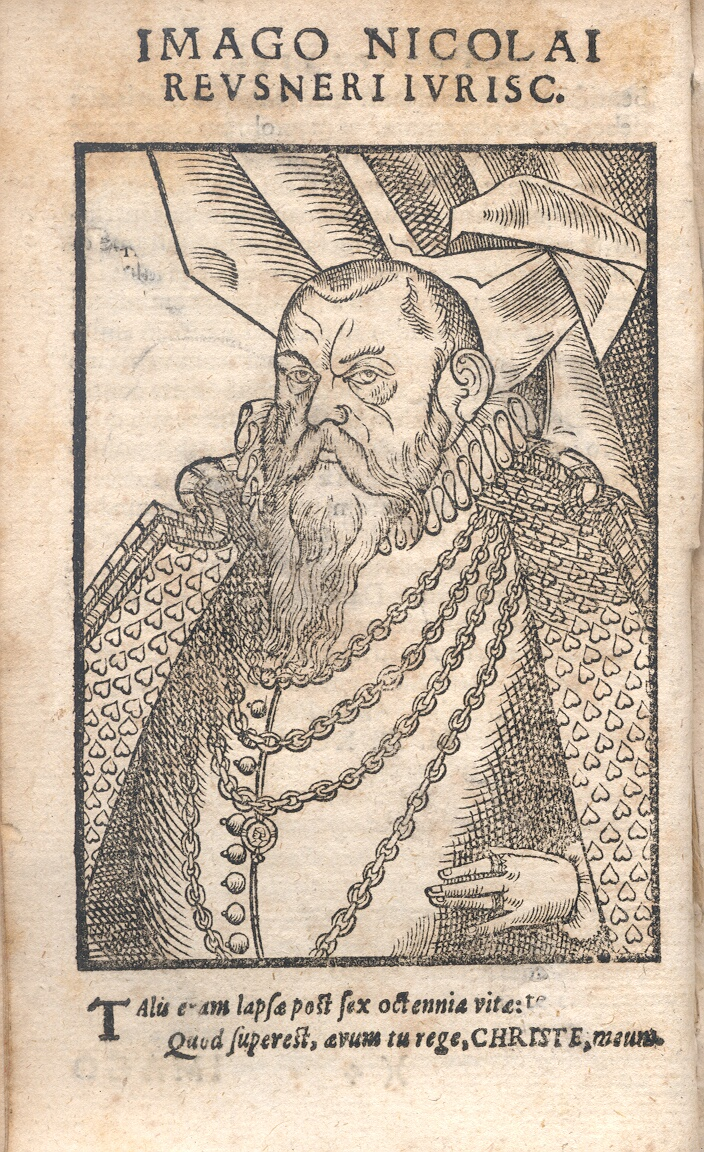
Selbstbildnis in einem seiner Werke

Nikolaus Reusner, ab etwa 1594 von Reusner, (* 2. Februar 1545 in Löwenberg, Herzogtum Schweidnitz-Jauer; † 12. April 1602 in Jena) war ein deutscher Rechtswissenschaftler und ein produktiver neulateinischer Dichter.

## Leben
Er wurde als Sohn von Franz Reusner geboren. Die Familie Reusner hatte im östlichen Ungarn und in Siebenbürgen große Güter, zog dann aber nach Schlesien und erwarb in und um Löwenberg Grundbesitz. Nikolaus hatte noch drei weitere Brüder: Bartholomäus von Reusner (1532–1572), Arzt in Breslau; Elias Reusner (1555–1612) und den Juristen Jeremias Reusner (1557–1584). Die gesamte Familie machte sich im 16. Jahrhundert einen Namen als Juristen und Mediziner.
In Breslau besuchte Nikolaus das Elisabeth-Gymnasium, welches er aber nach Abschluss seines 15. Lebensjahres zu Gunsten der Hochschule in Wittenberg verließ. Dorthin war er gegangen, um bei Philipp Melanchthon Mathematik, Philosophie und Botanik zu studieren. Weiterhin beschäftigte er sich mit alten Sprachen (speziell der lateinischen) und der Anatomie. Jedoch starb Melanchthon, bevor Nikolaus von Reusner in Wittenberg ankam. Trotzdem setzte dieser seine Studien fort.
1563 siedelte er nach Leipzig über. Dort lernte er Georg Wirth kennen, welcher ihm von einem Studium der Medizin abriet und ihn dazu brachte, in die Juristik zu gehen. Daraufhin ging Nikolaus unter anderem bei Modestinus Pistoris, Jakob Thoming und Leonhard Badehorn in Lehre.
1564 kehrte er zurück nach Wittenberg und setzte dort sein Studium der Rechtswissenschaft fort.
1565 eilte Reusner zum Reichstag nach Augsburg. Durch Schwierigkeiten verzögerte sich dieser Reichstag jedoch so immens, dass er eine Stelle als Lehrer am Gymnasium bei St. Anna in Augsburg annahm. Diese gab er jedoch mit dem Beginn des Reichstages wieder ab. Zwischenzeitlich schrieb er einige Gedichte, welche bei den lokalen Staatsmännern hohes Ansehen genossen. Für sein Gedicht „Germania ad Caesarem et Electores Imperii“ wurde er sogar von Kaiser Maximilian beschenkt und bekam in der Folgezeit einige interessante Angebote des Oberhofmeisters, welche er jedoch auf Anraten seiner Freunde (unbekannt) ablehnte.
Im Jahr 1566 bekam Nikolaus von Reusner durch Peter Agricola (Rat und Prinzeninformant) eine Stelle am Gymnasium in Lauingen als Lehrer.

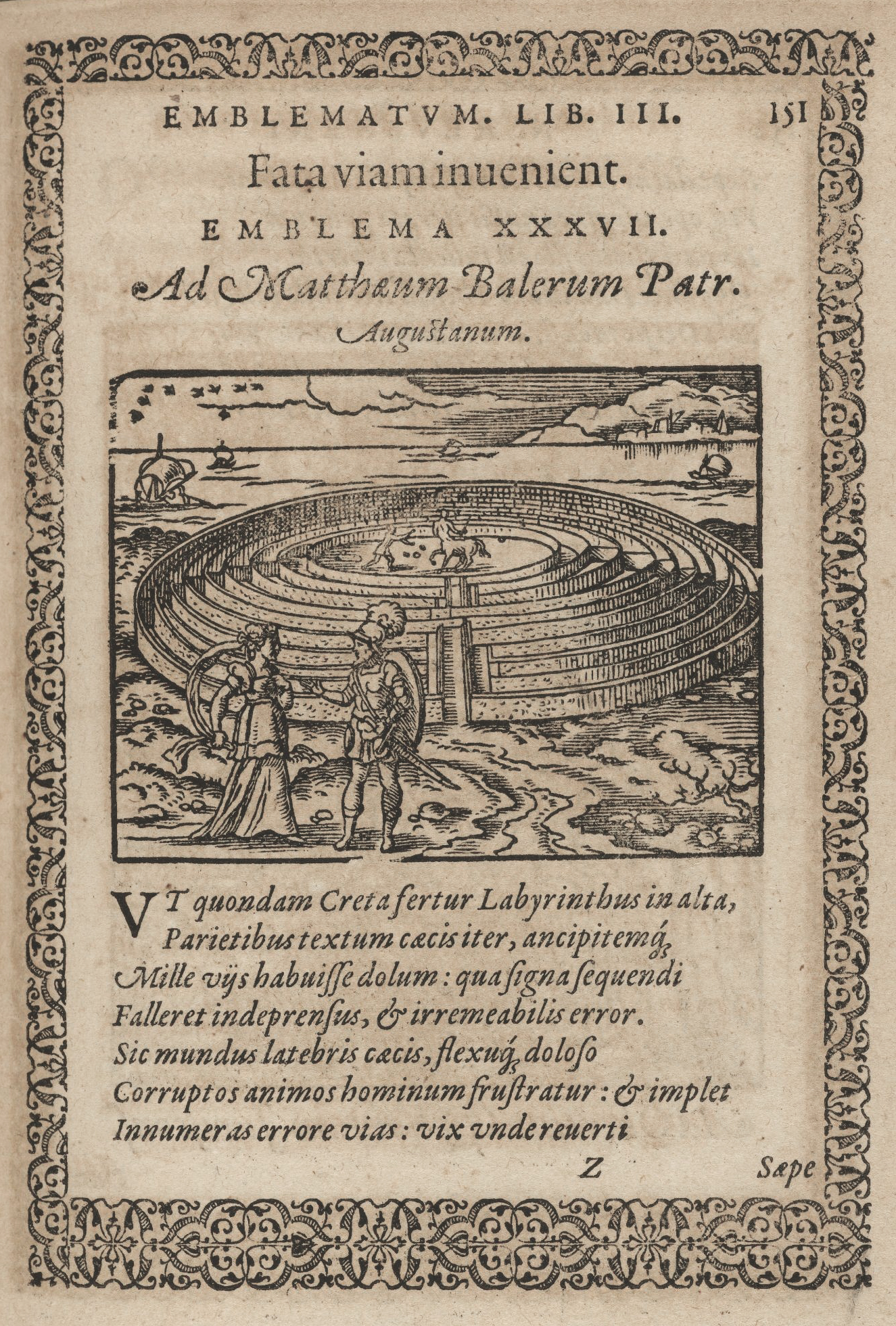
Emblemata, 1581

1572 wurde ihm aufgrund von überragenden Leistungen im Bereich der alten Sprachen das Rektorat des Lauinger „Gymnasium Illustre“ angeboten. Weiterhin bekam er den Lehrstuhl für Jurisprudenz. 1582 kehrte er wieder nach Augsburg zurück, um dort alte Kontakte und Freundschaften zu erneuern. Im Sommer 1583 bezog er die Universität Basel und erwarb dort noch im selben Jahr seinen Doktorgrad. Durch seinen hervorragenden Ruf in Dingen der Jurisprudenz und seinem Bekanntheitsgrad, den er unter anderem den Reichstagsbesuchen verdankte, berief ihn der Schwäbische Kreis zum Assessor am Reichskammergericht. Jedoch noch während des Testes bekam er ein Angebot der Straßburg Hochschule, welche er dem ebenso ehrenwerten Titel des Assessors vorzog. Dort unterrichtete er noch fünf Jahre, bis er 1588 nach langen Verhandlungen mit dem Rat Josias Marcus und dem coburgischen Vizekanzler Michael Wirth nach Jena ging. Die dortige Hochschule suchte zu dieser Zeit nämlich dringend nach Dozenten. In den ersten Februartagen 1589 kam er dann mit seiner Frau in Jena an, wo er sofort an der Juristenfakultät zum Senior berufen wurde. Dieser Titel zog den Besitz des Hofgerichts und des Schöppenstuhls mit sich. Nebenbei bekam er auch noch eine Entschädigung für seinen Aufwand der Reise in Höhe von 1.400 fl. Im selben Jahr bekam Nikolaus von Reusner am weimarischen und am coburgischen Hofe noch eine Vertretung.
Der wohl wichtigste Auftrag wurde ihm 1594 vom Mecklenburger Dompropst Johann Gostiz erteilt: Die Gefahr durch die Türken war so groß geworden, dass man Nikolaus von Reusner zusammen mit Reichsgesandten und Abgesandten der Brandenburger nach Krakau schickte, um dort die militärische Unterstützung und die Truppenentsendung der Polen in die Türkei auszuhandeln. Nach langen Verhandlungen mussten die Boten jedoch erfolglos zurückkehren.
Trotzdem wurde der Einsatz Reusners mit der Ernennung zum „comes Palatinus“ und der Erneuerung seines Adels als Erbadel von Kaiser Rudolf II. gewürdigt. Diese Ehrung zog jedoch auch Meinungsverschiedenheiten zwischen ihm und der Jenener Juristenfakultät nach sich: Nikolaus von Reusner war nämlich zu der Ansicht gelangt, durch seinen neuen Titel auch alleine Doktoren ernennen zu dürfen.
Seine Arbeit an der Juristenfakultät setzte er noch bis zum 12. April 1602 fort, wo er im Alter von 57 Jahren verstarb. Seine Ehe mit Magdalena von Reusner, geborene Weihenmeier, blieb bis zum Ende kinderlos.
Sein Charakter wird als wohlwollend beschrieben. Seine gute Bildung und sein biederer Sinn zeichneten den Polyhistor aus. Nikolaus von Reusner verfasste 83 poetische, biographische, geschichtliche, rhetorische, philosophische und sogar naturwissenschaftliche Werke. Ein Sechstel dieser Werke befassten sich mit zivil- und lehensrechtlichen Themen. Seine Werke werden stets als methodisch und klar aufgebaut angesehen, was sich nicht zuletzt auch auf seine langen Lehrjahre bei Petrus Ramus zurückführen lässt.
Reusner hatte sich am 19. November 1571 mit Magdalena Weihemajer (Margarethe Weyhemeyer; * 10. August 1543 in Lauingen; † 26. Januar 1605 in Jena), einer Tochter des Leonhard Weihemajer (Weyhemeyer) und dessen Frau Martha Schmied, verheiratet. Die Ehe blieb kinderlos. Daher stiftete Margarethe Reusner 1602 eine Familienstiftung für die Weihenmaier'schen Familienmitglieder zum Studieren auf der Universität. Nach ihrem Tod 1605 übernahm ihr Neffe Antonius Weihenmaier, Bürgermeister in Lauingen, welcher später nach Ulm übersiedelte, wo er 1633 starb, die Verantwortung und Verwaltung für die Familienstiftung. Einer seiner Enkel war Johann Heinrich Weyhenmayer (1637–1706), lutherischer Prediger zu Ulm.

## Werke (Auswahl)

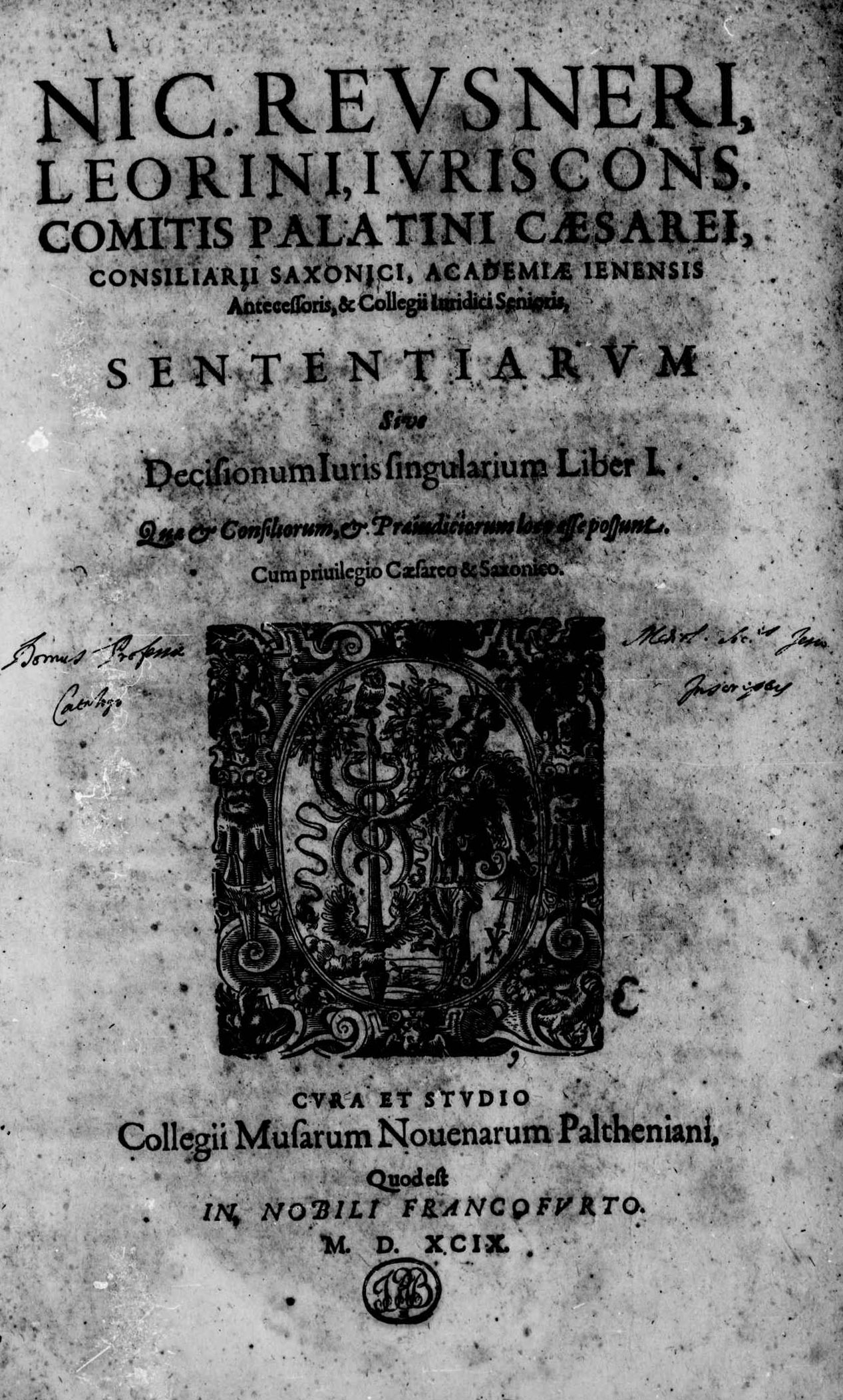
Sententiae sive decisiones iuris singulares, 1599

- Emblematum liber. 1567. Mit Holzschnitten v. Tobias Stimmer Straßburg 1587 und öfter
- Elementorum artis rhetoricae…, Straßburg 1571.
- Elementorum artis dialecticae…, Lauingen 1571.
- Carmina Sacra, Seu Christias, Lauingen 1571 (online).
- Paradisus poeticus. Basel 1578.
- Picta poesis Ovidiana. Frankfurt am Main 1580.
- Oeconomia juris utriusque. Straßburg 1584.
- Icones sive imagines vivae, literis cl. virorum, Italiae, Graeciae, Germaniae, Galliae, Angliae, Ungariae, 1589 (online)
- Ethica philosophica et Christiana. Jena 1590.
- Selectissimarum Orationum et consultationum de bello Turcico…, volumina IV. Leipzig 1595. 1596.
- Orationum panegyricarum volumina duo. Jena 1595
- Icones sive imagines impp. regum, principum, electorum et ducum Saxoniae. Jena 1597
- Sententiae sive decisiones iuris singulares. Band 1. Zacharias Palthenius, Frankfurt am Main 1599 (Latein, beic.it).
  - Sententiae sive decisiones iuris singulares. Band 2. Zacharias Palthenius, Frankfurt am Main 1600 (Latein, beic.it).
  - Sententiae sive decisiones iuris singulares. Band 3. Zacharias Palthenius, Frankfurt am Main 1601 (Latein, beic.it).
  - Sententiae sive decisiones iuris singulares. Band 4. Zacharias Paltheniu s, Frankfurt am Main 1601 (Latein, beic.it).